# Савлек
Савлек — река в России, протекает в Пермском крае.

## География
Устье реки находится в 12 км по правому берегу реки Турка, немногим севернее села Бажуки. Длина реки составляет 17 км.

## Данные водного реестра
По данным государственного водного реестра России относится к Камскому бассейновому округу, водохозяйственный участок реки — Сылва от истока и до устья, речной подбассейн реки — Кама до Куйбышевского водохранилища (без бассейнов рек Белой и Вятки). Речной бассейн реки — Кама.
Код объекта в государственном водном реестре — 10010100812111100013477.